# عاكف جغاتي قلج
عاكف جغاتي قلج (بالتركية: Akif Çağatay Kılıç) (15 يونيو 1976 - ) سياسي تركي، ونائب في البرلمان التركي عن محافظة سامسون عن حزب العدالة والتنمية، ووزير الشباب والرياضة التركي منذ 2013.
أصبح عضوًا في البرلمان التركي في انتخابات 2011 عن دائرة سامسون، تم تعيينه عضوا في المجموعة التركية في الجمعية البرلمانية لحلف الناتو.
في 26 ديسمبر عام 2013 تولى منصب وزير الشباب والرياضة، خلفًا لسعاد قلج خلال التعديل الوزاري في حكومة أردوغان الثالثة الذي جاء عقب فضيحة الفساد في تركيا 2013. وكان يبلغ من العمر حينها 37 عامًا، حيث أصبح أصغر عضو في الحكومة.